# Derrame de petróleo en Loreto de 2014
El derrame de petróleo en el departamento de Loreto ocurrió el 30 de junio del  2014 debido a una ruptura en el Oleoducto Norperuano, específicamente en el tramo I localizado en el kilómetro 41+833 y perteneciente a Petroperú. El incidente ocurrió cerca de la quebrada Cuninico, ubicada en el territorio de la comunidad originaria del mismo nombre, en la margen izquierda del río Marañón. Según la información proporcionada por Petroperú, se estima que se vertieron alrededor de 2358 galones de petróleo en las cercanías de la quebrada de Cuninico.

## Hechos
De acuerdo con información oficial, se derramaron aproximadamente 2500 barriles por la ruptura del Oleoducto Norperuano, sin embargo, el Organismo de Evaluación y Fiscalización Ambiental (OEFA) mencionó que, el 26 de junio  del mismo año se registró un derrame en la Estación 1 del oleoducto, a la altura de la válvula 58 de bombeo. El 30 de junio, días posteriores al primer evento ambiental, se registra un segundo derrame ocurrido a la altura del cruce del Oleoducto Norperuano con el río Cuninico (afluente del río Marañón). El día 1 de julio el OEFA inició los trabajos de supervisión a la emergencia ambiental, luego que la empresa enviara un reporte de emergencia.

## Causa
La ruptura del oleoducto se debió al estado obsoleto de las tuberías y  conductos que presentan corrosión que sufrió en su exterior. De acuerdo al reporte presentado por Organismo Supervisor de la Inversión en Energía y Minería (Osinergmin), Petroperú no realizó las adecuaciones necesarias al oleoducto conforme al Decreto Supremo n.° 081-2007-EM, que regula el transporte de petróleo mediante ductos. El informe concluyó que en el área de la fractura, se evidenció una disminución del 70 % en el espesor de la tubería debido a la corrosión externa.

## Repercusiones
Desde el derrame de petróleo ocurrido en junio de 2014 en la quebrada de Cuninico, la principal actividad económica y fuente de alimentación de la comunidad, la pesca, se ha visto gravemente afectada hasta la fecha actual. Además de estas repercusiones se encuentran la escasez de agua, la pérdida de la soberanía alimentaria, la aparición de enfermedades crónicas relacionadas con la exposición a metales pesados y la posible afectación de la salud reproductiva.
En julio de 2014, la Dirección Regional de Salud (Diresa) de Loreto realizó un análisis para identificar la presencia de Hidrocarburos Totales de Petróleo (HTP) y metales pesados en el agua de las comunidades afectadas por el derrame. Según el oficio 4606-2014/DEPA de la Dirección General de Salud (DIGESA), los resultados del muestreo en la quebrada de Cuninico mostraron que los niveles de aluminio y HTP excedían los estándares de calidad establecidos para el agua destinada al consumo humano. Esta situación ha generado serias preocupaciones acerca del bienestar y la salud de las comunidades afectadas.
La investigación "Reconocer el daño" concluye que, no se han cuantificado monetariamente los impactos referidos al agua, salud, cultura, organización y agricultura, por falta de información previa al impacto en las comunidades nativas afectadas de Cuninico, San Francisco, Nueva Santa Rosa y Nueva Esperanza.

## Respuesta
Petroperú, al detectar una filtración de crudo en el kilómetro 41+833 del Oleoducto Norperuano, inició las acciones de remediación de acuerdo a su plan de contingencia para emergencias. Durante tres meses, parte del personal de la compañía petrolera ocupó la comunidad de Cuninico. Durante este periodo, se contrató a miembros de la comunidad para que participaran en las labores de remediación. Sin embargo, en los primeros quince días, se llevó a cabo la tarea sin contar con equipos especializados para recolectar el crudo, lo que expuso a los comuneros a sustancias tóxicas perjudiciales para la salud.
Además, durante su estancia, algunos miembros del personal proporcionaron bidones de agua y alimentos a los habitantes de la comunidad. Sin embargo, estos suministros resultaron insuficientes para satisfacer las necesidades básicas de las familias locales. La situación empeoró cuando el personal de Petroperú dejó la comunidad sin previo aviso, dejándola en una situación de contaminación y privada de acceso a fuentes de agua y alimentos hasta el día de hoy.